# Javornik, Idrija
Javornik este o localitate din comuna Idrija, Slovenia, cu o populație de 0 locuitori.